# Schönbornstraße 37 (Garitz)

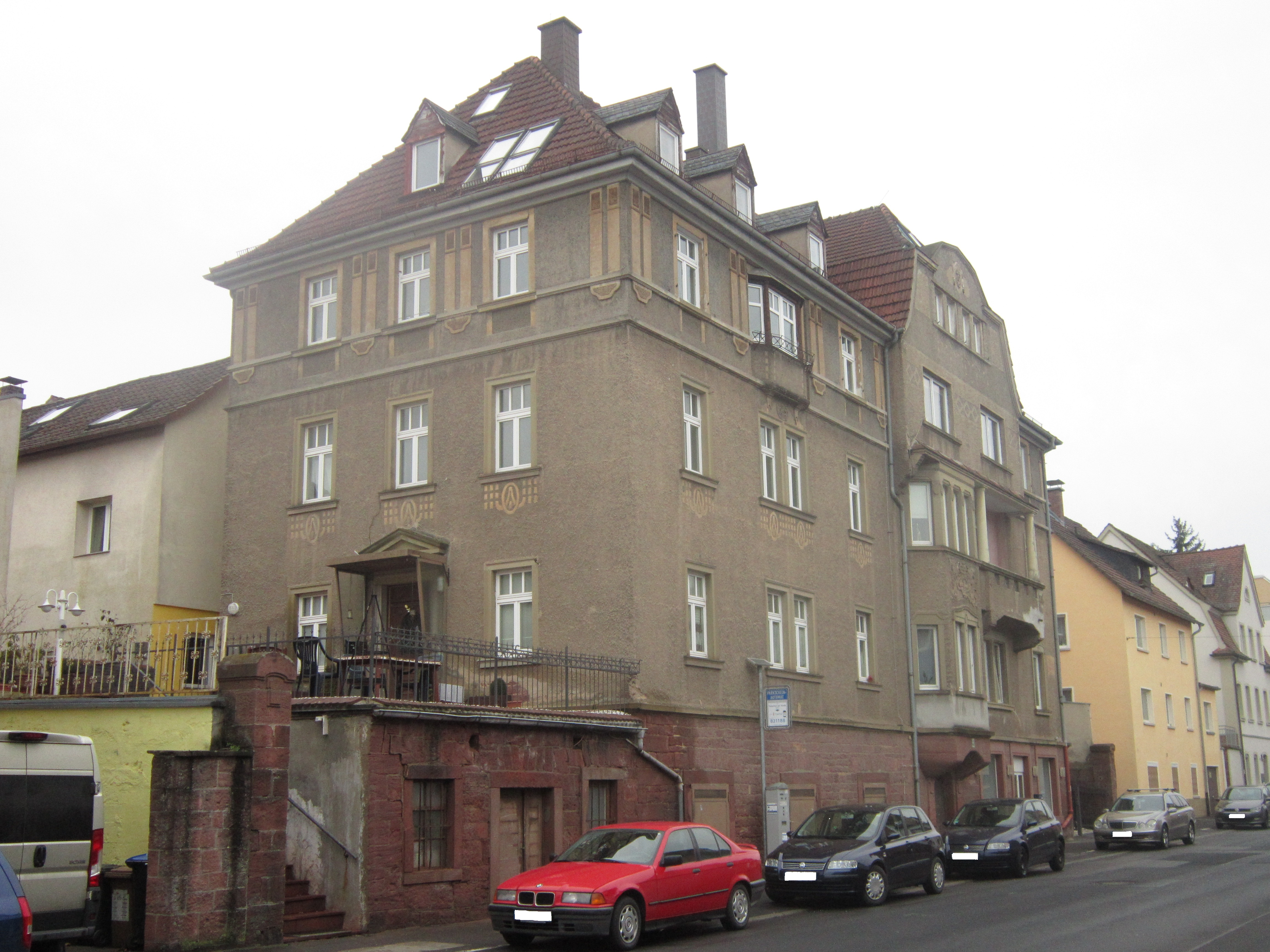
Schönbornstraße 37 in Garitz, Bad Kissingen.

Das Gebäude Schönbornstraße 37 in Garitz, einem Stadtteil von Bad Kissingen, der Großen Kreisstadt des unterfränkischen Landkreises Bad Kissingen gehört zu den Bad Kissinger Baudenkmälern und ist unter der Nummer D-6-72-114-58 in der Bayerischen Denkmalliste registriert.

## Geschichte
Das dreigeschossige Anwesen entstand in den Jahren 1908/09 im Jugendstil im Auftrag von Franz Grom, dem Eigentümer eines Mineralwasservertriebs. Im Jahr 1907 legte Architekt Bernhard Geiling einen Entwurf vor, an dem Franz Grom jedoch die „unschöne[n] Verhältnisse des schmalen Erkers zum großen Gebäude und des niedrigen Daches“ monierte. Im November 1907 legte der Bad Kissinger Architekt Leonhard Ritter einen überarbeiteten Entwurf vor. Das Gebäude wurde schließlich im Kern nach den Entwürfen Geilings und in der Fassade nach den Entwürfen Ritters erbaut.